# 魔術師歐菲
《魔術士歐菲》（日语：魔術士オーフェン）是秋田禎信原作、草河遊也插畫的日本輕小說，香港無綫電視譯《魔法少年》，台灣通譯《魔術士歐菲》。

## 故事大要
故事背景為接近歐洲18世紀風情的奇耶薩爾西瑪大陸，主角是一位青年魔術士歐菲，原名奇利男謝洛。奇利男謝洛為了拯救對他而言有如姊姊般的阿莎莉，而展開冒險旅程。阿莎莉為了尋求更高強的魔力，而使用了天人的遺產——巴魯多安德魯斯之劍；結果這把劍的魔力讓阿莎莉變成了龍一樣的怪物，通稱「血色八月」（Bloody August）。奇利男謝洛對於牙之塔（阿莎莉和奇利男謝洛原本所屬的魔術士養成學校，也是大陸魔術士同盟的總部）在事件過後只想維護名聲而不是想辦法挽救阿莎莉的態度感到失望，於是捨棄了他原來的名字，改名為歐菲，並離開牙之塔，開始尋找讓阿莎莉復原的方法。

## 登場人物

### 主要人物
歐菲（港譯：奧菲，聲：森久保祥太郎；台灣：陳進益、馮美麗（少年時代）；香港：陳卓智）
本故事的男主角，外表看似平凡的20歲青年，有著兇惡的眼神，一看就覺得他不是個好人，其實是個心地善良的魔術士。本名叫奇利男謝洛，從小是個孤兒，和從同一所孤兒院並進入同一間教室的阿莎莉與蕾蒂莎就像姊弟一般，可是由於阿莎莉因為使用了巴魯多安德魯斯之劍而變成魔獸，歐菲為救阿莎莉而捨棄奇利男謝洛這個名字，改名叫歐菲（意為「孤兒」），就此離開了牙之塔並在大陸西部流浪。在控制魔術上有著驚人的才能。
六歲時被沃爾教師帶入牙之塔，十歲時成為查爾德曼教室最年輕的學員。繼承了查爾德曼所有的戰鬥技術與暗殺術，因此被稱呼為（successor of razor edge）「鋼之後繼」，卻因為私人的原因無法殺人。他也是史上被宮廷魔術士「十三使徒」看中的人中最年輕的一位。
曾接受特別嚴酷的精神控制訓練，因此得以對抗白魔術士，被認為是唯一能夠殺死天魔魔女的暗殺者。
克麗奧（港譯：古莉雅，聲：飯塚雅弓→大久保瑠美；台灣：姚敏敏；香港：梁少霞））
金髮碧眼的有錢人家二小姐，雖然個性兇暴、任性，但有時候也很善解人意。就讀工商業居住區的學校，從學校裡的戰爭俱樂部學會了用劍的方法，跟馬吉克是小學同學。
以「拿回父親的巴魯多安德魯斯之劍」為由而和歐菲等人一同旅行，經常扯歐菲他們的後腿，也常常為歐菲製造一些麻煩，雖然經常吵架，但是好像喜歡著歐菲，希望能成為與歐菲對等的夥伴。
馬吉克（港譯：馬芝克，聲：南央美、鈴木千尋（青年期）→小林裕介；台灣：陶敏嫻；香港：梁偉德）
歐菲的頭號弟子，是歐菲借住的旅店店主巴格阿普的獨生子。由於歐菲沒辦法付房租，而收了馬吉克為徒。
擁有比歐菲更加強大的魔術才能（魔力），但是剛成為學徒時經常無法成功控制魔術，使得自身受到傷害。
雷奇（聲：佐佐木望）
原本居住於芬里厄之森的深淵之龍小孩，遇見克麗奧之後就跟著歐菲一行人一起旅行，會聽從克麗奧施展超出人類魔術士得以使用的魔術，但因其理解力有限，無法接受太過複雜的指示。唯一擁有自我意識的深淵之龍。
博魯坎（港譯：波魯加，聲：伊倉一惠→水野麻里繪；台灣：馮美麗；香港：黃鳳英）
多進的哥哥，是身材矮小結實的地人，自稱為「瑪斯馬圖利亞的鬥犬」，卻因為多重小罪成為了通緝犯。由於不想還向歐菲借的錢而四處找歐菲的麻煩。只要是自己高興的事就會去做，然後就會換來可悲的下場。本故事的喜劇人物。
多進（港譯：多智，聲：椎名碧流→淵上舞；台灣：姚敏敏；香港：陳凱婷）
博魯坎的弟弟，博學且喜歡看書。經常吐槽哥哥的行為但又無法脫離對方，很想還向歐菲借的錢，卻每次都被博魯坎牽連進災難，是個可憐人物。帶著一副厚重的眼鏡。
阿莎莉（聲：篠原惠美→日笠陽子；台灣：陶敏嫻；香港：黃麗芳／鄭麗麗（代配））
和歐菲從同一個孤兒院來到牙之塔，和小自己五歲的歐菲情同姊弟。因為具有極強的魔力，因此有著「天魔魔女」的稱號。喜歡她的老師查爾德曼，但認為自己配不上對方，因此為了提昇魔力而使用天人遺產巴魯多安德魯斯之劍，卻變成魔獸布拉迪歐卡斯特（血腥八月）。之後又誤會查爾德曼想要殺死自己而對他使用精神交換，然後對已變成魔獸的查爾德曼展開復仇，並殺死了對方。
原作裡在多多坎達與歐菲對決後，由歐菲用巴魯多安德魯斯之劍將她所佔據的查爾德曼的身體變換回她自身五年前的樣貌。對於殺死查爾德曼感到後悔，決心完成她的老師未盡之事。
在查爾德曼教室學習了天人遺跡的位置以及解讀古代文字的知識。
查爾德曼（聲：中田讓治→浪川大輔；台灣：官志宏）
大陸上最強的黑魔術士，也是教授歐菲、哈帝亞等人魔術的老師，在牙之塔握有驚人的權力。在第一部時剛開始似乎是和歐菲作對，事實上是想幫助阿莎莉恢復原狀。可是卻被阿莎莉與歐菲誤會，以為他只是為了牙之塔的名聲而要殺死變為魔獸的阿莎莉，使得阿莎莉使用精神交換，讓查爾德曼變成布拉迪歐卡斯特。可是當誤會解除時，還是擁有布拉迪歐卡斯特的外表的他已經被福雷依姆哈特傷得很重了，最後由歐菲解救。深愛著阿莎莉。

### 牙之塔相關人物
哈帝亞（港譯：哈地亞，聲：置鮎龍太郎、野田順子（少年期）→坂泰斗；台灣：周寧；香港：馮錦堂））
一頭紅髮的美青年，歐菲在牙之塔的好朋友兼競爭對手。只比歐菲大幾個月，在牙之塔時因為贏不過對方一直是第二名。師從查爾德曼時學習了輔佐能力，但是卻有著愛出風頭的個性。
從小就很喜歡英雄圖書中的魔術士黑虎，因此在不能讓牙之塔知道他有去找歐菲時扮成黑虎以便掩飾自己。但由於黑虎英文恰好是蝦類品種(黑虎蝦)，因此被取名為「蝦男」（海老男）。
蕾蒂莎．馬格雷迪（聲：伊藤静）
阿莎莉的遠親姊姊，同時也是歐菲的義姊，比歐菲大五歲。牙之塔的上級魔術士，以獲得塔弗雷姆市房產為條件放棄了教室長的職位，在自家經營私塾。有潔癖、性格端正，但稍微有些神經質。
比起擁有自己的房產，內心真正的願望是能有陪伴在她身邊的家人。因此對於歐菲和阿莎莉離開牙之塔感到失落，五年來一直等待著他們歸來。
師從查爾德曼時學習了防守性的戰鬥技術，也就是作為一名士兵在戰場上生存下去的方法，卻不知道是否有上戰場的勇氣。因為生氣時會無意識地放出魔術，因此在教室內獲得了「死之絕叫（キーニング）」之稱。
科米庫隆（聲：安田陸矢）
參加了討伐阿莎莉的行動因而喪生，過去曾是歐菲和哈蒂亞的好友。比歐菲大兩歲但個子較矮，曾留有一頭麻花辮。
師從查爾德曼時學習了專業的醫療技術。
伏爾特．帕金加姆（聲：前野智昭）
查爾德曼教室的教室長，同時也是教師補。在查爾德曼失蹤後，意圖獲取過去查爾德曼的地位，凌駕最高執行部實質掌控整個牙之塔。
師從查爾德曼時學習了管理查爾德曼網路的技術，處理大量情報時卻欠缺作為一名指揮官的冷靜。
沃爾．卡連（聲：津田健次郎）
牙之塔唯一暗殺者教室的教師，過去帶奇利男謝洛（歐菲）進入牙之塔的老師。
消防栓（聲：吉野裕行）
本名為米蘭．托拉姆，過去沃爾教室的成員，之後進入了牙之塔的最高執行部。右半邊臉有著極為英俊的容貌，但左半邊曾受到無法治癒的傷害而失去了臉，平常以面具遮擋。
阿萊（聲：鳥海勝美）
舊版動畫原創人物，擁有牙之塔首屈一指的透視能力。在第一部時，因為透視出血色八月已經不是阿莎莉，而被變成查爾德曼的阿莎莉封印。

### 基姆拉克篇相關人物
沙魯亞（聲：下妻由幸）
基姆拉克的死亡教師之一，師從前死亡教師歐雷爾，同時也是使用玻璃之劍的高手。出身於基姆拉克歷代先祖皆擔任教師長的名門，他的哥哥拉普旺特也是教師長。
崇尚自由且有些叛逆，總是給人個性輕浮馬虎的印象，雖然有勸說執照，但是性格不擅說教。
在偉大心臟執行殺死異端教師麥克杜加爾的任務時遇到了歐菲一行人，因此開始祕密與梅倩執行翻轉基姆拉克教會的計劃。
梅倩（聲：鬼頭明里）
在天人遺跡的地下劇場遇到歐菲一行人，以幫助自己為交換條件將對方帶至基姆拉克市內。自十年前查爾德曼殺死擔任死亡教師的她的父親之後接任至今，無數次到基姆拉克之外執行任務。
科奧（聲：杉田智和）
全名為科奧瓦迪斯帕特爾，意即「吾之信仰在何方」。
死亡教師的領導者，解讀魔術文字的才能也相當出色，因而得以使用魔人之鎧「緋魔王（イフリート）」以及星之紋章之劍（ムールドアウル）兩件天人遺產，曾與十年前入侵世界之樹神殿的查爾德曼戰鬥。
卡羅塔（聲：坂本真綾）
死亡教師之一，是位無比嬌豔的美人。雖然沒有其他死亡教師所具有的才能，但是執行任務時卻未曾失敗過。
內姆（聲：子安武人）
死亡教師之一，同時也是科奧的兒子，以化名混入人群之中伺機尋找意圖謀反教會的人。雖然外表看起來像是大叔，但實際上只有十七歲，因為服用能大幅增強身體能力的藥物使得身體衰老。

### 阿邦拉馬篇相關人物
愛麗絲（聲：花澤香菜）
在雷吉波恩高地經營「森林樹枝」旅店的老闆娘之女，總是一副心不在焉的神情。
席娜（聲：伊瀬茉莉也）
曾是流浪歌手，與洛茲財團之子小費恩・洛茲邂逅後，留在雷吉波恩高地經營「森林樹枝」旅店。

### 其他人物
伊斯特西瓦（聲：井上喜久子）
天人種族最後的祭司，同時也是天人始祖魔術士歐利歐盧的使魔。主張與人類混血誕下子嗣以延續即將毀滅的天人種族，卻創造出人類魔術士這樣的失敗作，因而被趕出聖域。
死前給予了她身為人類魔術士的兒子最後的命題，要對方在世界毀滅之前培養出足以與聖域決戰的戰士。
菲耶娜/菲娜（聲：堀江由衣→伊藤美來；台灣：馮美麗）
因為會使用深淵之龍的魔術，成為了龍族信仰者隱鄉「偉大心臟」的巫女。實際上是深淵之龍為了探聽麥克杜加爾所知情報派出的使魔。
史蒂芬妮（聲：玉川紗己子；台灣：馮美麗）
歐菲剛離開牙之塔之後的朋友，原本也是個魔術士，但不能再用魔術了。因為被龍族信仰者迫害(舊作動畫改為魔術失敗)遭受重傷，最後治療變成女兒身，本人卻覺得這是成功的重生。
莉可莉斯（聲：川上倫子）
在動畫Revenge的原創角色，在1-4、6-20、22-23話中登場。讓人感覺可愛的戴眼鏡的女孩。為了要邀請歐菲進治安騎士團而和他們一起旅行。個性算很柔順，容易被感動，所以被博魯坎他們騙去買了一大堆有的沒的。對於家人的記憶全失，由於牙之塔正在調查一件魔術士失蹤事件，從而發現莉可莉斯的背景和失蹤事件背後的陰謀。最後父親和姊姊都離世了，只剩下她一個人。事情結束後，無依無靠的她決定獨自一人踏上旅行，尋找適合自己的容身之處。

## 歷史背景
- 史前

在這個安定下來的~蛇之中庭~的世界之中的巨人大陸出現了。
- 遠古時期

繁盛的六支種族偷取了眾神「魔法」的秘儀，變成了可供它們使用的「魔術」，遭致了眾神的憤怒。
- 1000年前

六支龍種族來到奇耶薩爾西瑪大陸，將原住民地人種族驅趕至大陸的一角，成為了大陸的統治者。
- 300年前

漂流在外海的人類種族來到了奇耶薩爾西瑪大陸，並因為龍族與眾神的戰爭失去了一切。之後天人接納人類進入他們的城市，並庇護著人類，使人類的文明急速回復。
天人與人類之間誕生了混血兒，也就是人類魔術士。
- 200年前

迸發了龍族信仰者與人類魔術士之間的戰爭。龍種族衰退後，人類逐漸成為了大陸的統治者。
- 40年前

在塔弗雷姆市爆發了基姆拉克教會與魔術士之間的「砂之戰爭」，世界圖塔內的世界書因此落入了基姆拉克名家的手中。

## 用語
聲音魔術
人類魔術士藉由聲音做為媒介行使的魔術，僅在聲音能傳達的範圍內有效。可藉由與魔術效果完全無關的咒文發動魔術。
分為黑魔術與白魔術：黑魔術可操縱光、熱等能量或干涉物理現象；白魔術可操縱時間、精神等物理現象之外的魔術。人類魔術士大多為黑魔術士，而像阿莎莉一樣能同時使用黑魔術與白魔術的人非常稀少。
牙之塔
奇耶薩爾西瑪大陸的黑魔術最高峰，位於塔夫雷姆市郊外，是一處如同要塞般的機構，同時也是大陸魔術士同盟的總部。具有魔術潛質的人在此學習並成為上級魔術士後，將獲得「龍的紋章」的銀色吊墜。
由教師所帶領的教室為單位，包含實習生在內共有數千名黑魔術士。塔內的最高層級是最高執行部，會發布任務給各教室執行，也是唯一能對教室間爭端進行調解的單位。
巴魯托安德魯斯之劍
天人的遺產之一，別名為月之紋章之劍。古語中意思是「無論、何時、其他某物」。能將斬到的對象變換為任意姿態，但是再構築的過程中需要極高的精神集中力。
龍種族
過去無比繁盛、建立了高度文明的六支種族，它們偷取了眾神魔法的奧秘，轉變為可供它們使用的魔術，引起了眾神的怒火後逃至奇耶薩爾西瑪大陸。
龍種族之一的天人與人類之間誕生了混血兒，也就是人類魔術士的由來。
龍族信仰
崇拜龍種族的信仰通稱。移居於大陸的人類受到天人保護之後產生的信仰。
兩百年前基於對人類魔術士勢力增強的恐懼引發了「獵捕魔術士」，從那至今龍族信仰者與人類魔術士仍處於對立關係。
地人種族
奇耶薩爾西瑪大陸的原住民，被來到這片大陸的龍種族驅趕至大陸的一角。現在生活在大陸南端寒冷的瑪斯馬圖利亞地區。身高矮且結實，身體的比重比水大。
芬里厄之森
位於奇耶薩爾西瑪大陸中央的森林，由王室和基姆拉克教會共同管理，入口處設有護林員的據點。由於守護著龍種族聖域「偉大心臟」的深淵之龍棲息於此，通常旅行者會避免深入。
森林西部存在龍族信仰者隱鄉，教主麥克唐勾也以「偉大心臟」命名此村落。
世界書
被召喚到世界圖塔內的書，由魔王斯威登堡所寫，紀錄了世界的秘密，內容為古語因此難以解讀。
在砂之戰爭後落入基姆拉克名門白朗寧家，因此也被稱為「白朗寧家的世界書」。
基姆拉克教
信奉命運三女神（命運姊妹）的宗教。約兩百年前由看見了女神的教主拉蒙尼洛克創立。其教會為大陸上勢力最龐大的宗教組織，本部位於大陸北端的基姆拉克市。
教義包含消滅魔術士，有著一隻名為「死亡教師」的魔術士暗殺部隊，成員被授予了「玻璃之劍」。
卡密森達劇院
位於奇耶薩爾西瑪大陸西部的劇場，亦是天人的遺跡。約兩百年前由伊斯特西瓦建造，據說曾上演戲曲「魔王」。
魔王 
傳說中唯一一位沒有被龍族偷走秘儀的神，也是萬物的霸主，作為唯一真神君臨世界。
名為斯威登堡，也是被召喚至世界圖塔的世界書作者。
侍奉這個魔王的就是斯威登堡的天使與惡魔。
死亡教師
唯一得以被允許離開基姆拉克市到外界執行任務的職位，表面上是普通的教師（傳教士），但實際上因為年齡的原因，平常從事類似一般士兵的工作。
任務包含對付潛入基姆拉克市的魔術士間諜、抹殺異端教師、調查天人遺跡、潛入王都或塔夫雷姆市進行秘密調查。
始祖魔術士
在巨人大陸六支文明達到頂點的種族推舉出來的賢者，他們共同組織了賢者會議，發現了名為常世界法則的掌控世間萬象的絕對系統，藉此發明了魔術。同時他們也成為了系統的一部分，變成了不老不死的存在。
艾爾曼卡結界
由始祖魔術士共同創造出來的魔術，封閉了奇耶薩爾西瑪大陸以阻止降臨毀滅的女神到來。然而結界存在的裂縫，因此女神得以送入魔獸巴吉爾科庫，並使得與之交戰的天人種族中了劇毒。
精神士 
捨棄肉體，將自己轉變為純粹精神體的白魔術士。由於難以保持自我會變成非常不穩定的狀態，但相對能擺脫肉體與物體的束縛，並且魔力會增長至龍種族的水準。

## 咒文
作中的不少咒文来自或仿自Falcom公司1990年出品的RPG《Dinosaur》。

| 日文                         | 中譯              | 效果                                                 |
| 我は放つ光の白刃             | 看我施放 光之白刃 | 放射出帶電的光熱波                                   |
| 我導くは死呼ぶ椋鳥           | 看我引導 死亡椋鳥 | 藉由震動空氣產生破壞性的震動波                       |
| 我掲げるは降魔の剣           | 看我高舉 降魔之劍 | 短暫創造出一把力場之劍                               |
| 我は癒す斜陽の傷痕           | 看我治癒 斜陽傷痕 | 修復人體的傷痕或是毀損的物體                         |
| 我は紡ぐ光輪の鎧             | 看我編織 光環之鎧 | 展開一道具有排斥性力場的障壁，用以防禦物理或魔術攻擊 |
| 我抱きとめるじゃじゃ馬の舞い | 看我退卻 應鞭馬舞 | 讀取構成式後，消去該魔術造成的物理現象               |
| 我は消す魔神の足跡           | 看我抹消 魔神足跡 | 放射出毀壞魔術結界的力量                             |
| 我は踊る天の楼閣             | 看我舞動 天之樓閣 | 擬似空間轉移，也可藉此造成強烈的衝擊波               |
| 我は駆ける天の銀嶺           | 看我跳躍 天之銀嶺 | 中和重力                                             |
| 我は生む小さき精霊           | 看我催生 微小精靈 | 造出鬼火般的光源照亮四周                             |
| 我は弾くガラスの雹           | 看我飛散 玻璃之雹 | 操作力場擊飛敵人                                     |
| 我が指先に琥珀の盾           | 看我指尖 琥珀之盾 | 壓縮空氣形成一道堅硬的障壁                           |
| 我は裂く大空の壁             | 看我撕裂 大空之壁 | 將周圍變為真空，藉由氣壓差異產生氣流衝擊             |
| 我は呼ぶ破裂の姉妹           | 看我呼喚 破裂姊妹 | 震動空氣產生廣範圍衝擊波                             |
| 我は築く太陽の尖塔           | 看我建造 太陽尖塔 | 招喚出如同高塔般的火柱                               |
| 我は流す天使の息吹           | 看我吹出 天使呼吸 | 操作氣流產生強風                                     |
| 我は見る混沌の姫             | 依我所見 混沌公主 | 產生超重力力場                                       |
| 我は砕く原始の静寂           | 看我粉碎 原始寂靜 | 使空間扭曲，藉以產生強大的反作用力引發大爆炸         |
| 我が左手に冥府の像           | 見我左手 冥府之像 | 創造出物質崩壞的因子，消滅接觸到的物體               |
| 我が契約により聖戦よ終われ   | 我所契約 聖戰終焉 | 將對方的存在完全消滅                                 |
| 我は描く光刃の軌跡           | 看我描繪 光刃軌跡 | 放射出燃燒光球彈                                     |

## 電視動畫

### 魔術士歐菲

#### 主題曲
片頭曲
《愛 Just on my Love》（第1話 - 第16話）
作詞・作曲 - つんく / 編曲 - 前嶋康明、シャ乱Q / 歌 - シャ乱Q
《君は魔術士?》（第17話 - 第24話）
作詞 - つんく / 作曲 - はたけ / 編曲・歌 - シャ乱Q
片尾曲
《ラストキッス》（第1話 - 第13話）
作詞・作曲 - つんく / 編曲 - 小西貴雄 / 歌 - タンポポ
《どうしよう》（第14話 - 第24話）
作詞 - 由香・亜伊林 / 作曲・編曲 - 真田カオル / 歌 - 由香

### 魔術士歐菲 Revenge

#### 主題曲
片頭曲
《そんでもってKISS》（第1話 - 第11話）
作詞・作曲 - つんく / 編曲 - 松原憲 / 歌 - 7HOUSE
《丸い太陽 -winter ver.-》（第12話 - 第23話）
作詞・作曲 - つんく / 編曲 - 小西貴雄、下町兄弟 / 歌 - 太陽とシスコムーン
片尾曲
《Love,Yes I Do!》（第1話 - 第11話）
作詞 - AKA$AKA / 作曲・編曲 - 真田カオル / 歌 - 三佳千夏
《甘いあなたの味》（第12話 - 第22話）
作詞・作曲 - つんく / 編曲 - 棚橋UNA信仁 / 歌 - メロン記念日

#### 各話列表
| 话数                        | 日文标题            | 中文标题             | 剧本                 | 分镜                   | 演出                | 作画监督            |
| 第1期《魔术士欧菲》         | 第1期《魔术士欧菲》 | 第1期《魔术士欧菲》  | 第1期《魔术士欧菲》  | 第1期《魔术士欧菲》    | 第1期《魔术士欧菲》 | 第1期《魔术士欧菲》 |
| --------------------------- | ------------------- | -------------------- | -------------------- | ---------------------- | ------------------- | ------------------- |
| 第1話                       |                     | 我叫欧菲             | 久保田雅史           | 渡边浩                 | 渡边浩              | 相泽昌弘            |
| 第2話                       |                     | 恐怖的血染八月       | 关岛真赖             | 铃木行                 | 铃木行              | 岩仓和宪            |
| 第3話                       |                     | 同行的伙伴           | 久保田雅史           | 樱美胜志               | 樱美胜志            | 和田崇              |
| 第4話                       |                     | 沉睡于花园的妖魔     | 渡边桂子             | 伊达勇登               | 石堂宏之            | 门上洋子            |
| 第5話                       |                     | 巨龙怀中的巫女       | 荒木宪一             | 阿宫正和               | 阿宫正和            | 饭野利明            |
| 第6話                       |                     | 森林怒吼的野狼       | 荒木宪一             | 铃木行                 | 铃木行              | 相泽昌弘            |
| 第7話                       |                     | 巴鲁多安德鲁斯遗迹   | 久保田雅史           | 樱美胜志               | 藤本次朗            | 和田崇              |
| 第8話                       |                     | 天魔魔女的秘密       | 关岛真赖             | 福田道生               | 石堂宏之            | 岩仓和宪            |
| 第9話                       |                     | 运河之都的伙伴       | 山田靖智             | 山川吉树               | 则座诚              | 宫田奈保美          |
| 第10話                      |                     | 听从主命的假人       | 金卷兼一             | 阿宫正和               | 阿宫正和            | 饭野利明            |
| 第11話                      |                     | 雷奇的小小冒险       | 渡边桂子             | 开木菜织               | 冈崎幸男            | 津奈木秋            |
| 第12話                      |                     | 我的友人虾男         | 荒木宪一             | 铃木行                 | 铃木行              | 相泽昌弘、岩仓和宪  |
| 第13話                      |                     | 返乡的追忆           | 久保田雅史           | 福田道生               | 则座诚              | 宫田奈保美          |
| 第14話                      |                     | 挥不去的记忆         | 山田靖智             | 樱美胜志               | 石堂宏之            | 和田崇              |
| 第15話                      |                     | 月下魔法师           | 金卷兼一             | 渡边浩                 | 阿宫正和            | 饭野利明            |
| 第16話                      |                     | 与虾男二度重逢       | 关岛真赖             | 开木菜织               | 冈崎幸男            | 津奈木秋            |
| 第17話                      |                     | 巴鲁多安德鲁斯剑之谜 | 久保田雅史           | 樱美胜志               | 藤本次朗            | 和田崇              |
| 第18話                      |                     | 把剑还给我           | 山田靖智             | 山川吉树               | 则座诚              | 宫田奈保美          |
| 第19話                      |                     | 各怀心事             | 关岛真赖             | 福田道生               | 铃木行              | 相泽昌弘            |
| 第20話                      |                     | 虹色秘密             | 山田靖智             | 铃木行                 | 久城理音            | 崎本正史            |
| 第21話                      |                     | 神圣的过去幻影       | 荒木宪一             | 樱美胜志               | 石堂宏之            | 和田崇              |
| 第22話                      |                     | 迷惘的蓝眼珠         | 金卷兼一             | 阿宫正和               | 阿宫正和            | 井岛惠子            |
| 第23話                      |                     | 魔女艾莎莉           | 金卷兼一             | 铃木行                 | 铃木行              | 相泽昌弘、岩仓和宪  |
| 第24話                      |                     | 旅程的终点           | 久保田雅史           | 福田道生               | 藤本次朗            | 相泽昌弘            |
| 第2期《魔术士欧菲 Revenge》 |                     |                      |                      |                        |                     |                     |
| 第1話                       |                     | 能治疗我灵魂的温泉   | 久保田雅史           | 高桥亨 渡边浩          | 高桥亨              | 相泽昌弘            |
| 第2話                       |                     | 背叛的大浴池         | 久保田雅史           | 高桥亨                 | 笠井贤一            | 森伸宏幸            |
| 第3話                       |                     | 地狱的舶来品店       | 金卷兼一             | 金子伸吾               | 楠让叶              | 高津幸央            |
| 第4話                       |                     | 诡异，爱的波纹       | 久保田雅史、渡边桂子 | 樱井弘明               | 山内富夫            | 、丸山隆            |
| 第5話                       |                     | 苏醒吧，可爱的女孩   | 山田靖智             | 高桥亨、渡边浩         | 藤本次朗            | 和田崇              |
| 第6話                       |                     | 虾男、蟹女           | 荒木宪一             | 井村守生               | 成田岁法            | 中矢雅树            |
| 第7話                       |                     | 购物的甜蜜诱惑       | 山田靖智             | 金子伸吾               | 冈本英树            | 相泽昌弘            |
| 第8話                       |                     | 鸟！鸟！鸟？         | 金卷兼一             | 伊藤尚往               | 冈崎幸男            | 高津幸央            |
| 第9話                       |                     | 音速贵妇人           | 久保田雅史           | 永田正美               | 长泽刚              | 永田正美            |
| 第10話                      |                     | 魔幻的雪山           | 荒木宪一             | 笠井贤一               | 笠井贤一            | 和田崇              |
| 第11話                      |                     | 螃蟹与少年           | 山田靖智             | 井村守生               | 楠让叶              | 山泽实              |
| 第12話                      |                     | 复仇大法庭           | 荒木宪一             | 福田道生               | 笠井贤一            | 相泽昌弘            |
| 第13話                      |                     | 感冒的少女           | 久保田雅史           | のりみそのみ           | 木村宽              | 新井丰 川口敬一郎、 |
| 第14話                      |                     | 咦？马吉克他…        | 山田靖智             | 小林孝志               | 冈崎幸男            | 高津幸央            |
| 第15話                      |                     | 满月之夜的离家出走   | 荒木宪一             | 金子伸吾               | 冈本英树            | 中矢雅树            |
| 第16話                      |                     | 激斗！豪华邮轮       | 久保田雅史           | 阿蒜晃士               | 长泽刚              | 丸山隆              |
| 第17話                      |                     | 冒牌欧菲出现了       | 山田靖智             | 井村守生               | 臣又贝              | 高津幸央、村上勉    |
| 第18話                      |                     | 悲哀的摇篮曲         | 荒木宪一             | 锦织博                 | 锦织博              | 相泽昌弘            |
| 第19話                      |                     | 丽可丽丝·尼尔森      | 久保田雅史           | 君岛繁、高桥亨、锦织博 | 木村宽              | 川口敬一郎          |
| 第20話                      |                     | 暴风雨中的真相       | 山田靖智             | 下司泰弘               | 冈本英树            | 中矢雅树            |
| 第21話                      |                     | 魔术士马吉克         | 荒木宪一             | 金子伸吾               | 冈崎幸男            | 高津幸央            |
| 第22話                      |                     | 与希望擦身而过       | 山田靖智             | 高桥亨                 | 高桥亨              | 丸山隆              |
| 第23話                      |                     | 看我发射 光之白刃    | 久保田雅史           | 藤本次朗               | 藤本次朗            | 相泽昌弘            |

### 魔術士歐菲 流浪之旅

#### 製作人員
|          | 第一季                       | 第二季                       | 第三季                           |
| -------- | ---------------------------- | ---------------------------- | -------------------------------- |
| 原作     | 秋田禎信                     | 秋田禎信                     | 秋田禎信                         |
| 插圖     | 草河遊也                     | 草河遊也                     | 草河遊也                         |
| 監督     | 濱名孝行                     | 濱名孝行                     | 濱名孝行                         |
| 系列構成 | 吉田玲子                     | 吉田玲子                     | 古怒田健志                       |
| 人物設定 | 吉田隆彥                     | 菊地洋子、りお               | 菊地洋子、りお                   |
| 色彩設計 | 桂木今里                     | 桂木今里                     | 桂木今里                         |
| 美術監督 | 荒井和浩                     | 荒井和浩                     | 荒井和浩                         |
| 攝影監督 | 近藤慎與                     | 近藤慎與                     | 近藤慎與                         |
| CG監督   | 川谷啟介                     | 花見美洋                     | 大嶋慎介                         |
| 音響監督 | 平光琢也                     | 平光琢也                     | 平光琢也                         |
| 音樂     | Shinnosuke                   | Shinnosuke                   | Shinnosuke                       |
| 音樂製作 | Lantis                       | Lantis                       | Lantis                           |
| 攝製     | GENCO                        | GENCO                        | GENCO                            |
| 動畫製作 | STUDIO DEEN                  | STUDIO DEEN                  | STUDIO DEEN                      |
| 製作     | 魔術士歐菲流浪之旅製作委員會 | 魔術士歐菲流浪之旅製作委員會 | 魔術士歐菲流浪之旅製作委員會2023 |

#### 主題曲
第一季
片頭曲「Calling U」
作詞：森久保祥太郎，作曲、編曲：Shinnosuke，主唱：buzz☆Vibes
片尾曲
作詞、主唱：渕上舞，作曲：土田拓郎，編曲：福富雅之
第二季
片頭曲「LIGHT of JUSTICE」
作詞、作曲、主唱 ：森久保祥太郎，編曲：井上日徳
片尾曲
作詞、主唱：渕上舞，作曲：夜兎、藤井亮太，編曲：藤井亮太
第三季
片頭曲「HYSTERIC CARAVANE」
作詞、主唱 ：森久保祥太郎，作曲、編曲：R･O･N
片尾曲
作詞、主唱：渕上舞，作曲、編曲：園田健太郎
第四季
片頭曲「MOTIVE RAIN」
作詞、主唱 ：森久保祥太郎，作曲、編曲：R･O･N
片尾曲
作詞、主唱：渕上舞，作曲、編曲：日比野裕史

#### 各話列表（流浪之旅）
| 話數   | 日文標題 | 中文標題               | 劇本       | 分鏡               | 演出               | 作畫監督 | 總作畫監督                                                      |
| 第一季 | 第一季   | 第一季                 | 第一季     | 第一季             | 第一季             | 第一季 | 第一季                                                          |
| ------ | -------- | ---------------------- | ---------- | ------------------ | ------------------ | --- | --------------------------------------------------------------- |
| 第1話  |          | 追憶的呼喊聲           | 吉田玲子   | 濱名孝行           | 安藤貴史           | 北村晋哉、重松晉一 松原一之、大河内忍 古住千秋、阿部達也                                                                              | 吉田隆彦 中村深雪                                               |
| 第2話  |          | 牙之塔                 | 吉田玲子   | 濱名孝行           | 山崎茂             | 武本大介、重松晉一 飯飼一幸、本田創一 吉川知希                                                                                        | 吉田隆彦 中村深雪                                               |
| 第3話  |          | 野戰啊 回應吾之呼喚    | 吉田玲子   | 濱名孝行           | 曾根利幸           | 松原一之、中山岳洋 永田詩央里、五月麻帆                                                                                               | 吉田隆彦 植田實                                                 |
| 第4話  |          | 天魔之魔女與鋼之繼承者 | 國澤真理子 | 渡邊慎一           | 又野弘道           | 阿部達也、吉川知希 白川茉莉、吉井弘幸 飯飼一幸                                                                                        | 吉田隆彦 植田實                                                 |
| 第5話  |          | 深淵龍族               | 廣田光毅   | 川瀨敏文           | 石井輝             | 櫻井木之實、Kim HseSook 花輪美幸、半田大貴                                                                                            | 吉田隆彦 中村深雪 森本浩文                                      |
| 第6話  |          | 森林巫女               | 廣田光毅   | 石倉賢一           | 安藤貴史           | 松原一之、吉川知希 中島美子、中本尚                                                                                                   | 吉田隆彦 中村深雪                                               |
| 第7話  |          | 野狼啊 聚集於吾之林    | 廣田光毅   | 西澤晋             | 山崎茂             | 大河内忍、飯飼一幸 重松晉一 | 吉田隆彦 森本浩文                                               |
| 第8話  |          | 唐突的暗殺者           | 鈴木貴昭   | 名村英敏           | 曾根利幸           | 清水勝祐、中山岳洋 山村俊了、小田真弓 松浦里美、重松晉一                                                                              | 吉田隆彦 森本浩文                                               |
| 第9話  |          | 過去的亡靈             | 鈴木貴昭   | 藤原良二           | 伊藤秀弥           | 青野厚司、飯飼一幸 重松晉一、永田詩央里                                                                                               | 吉田隆彦 中村深雪 青野厚司 森本浩文                             |
| 第10話 |          | 暗殺者啊 消除吾之過去  | 鈴木貴昭   | 川瀬敏文           | 村田尚樹           | 松原一之、大河内忍 五月麻帆、岡遼子                                                                                                   | 吉田隆彦 中村深雪                                               |
| 第11話 |          | 沃爾的教室             | 吉田玲子   | 石倉賢一           | 森田侑希           | Kim HseSook、飯飼一幸 花輪美幸、櫻井木之實                                                                                            | 吉田隆彦 森本浩文 青野厚司                                      |
| 第12話 |          | 死亡尖叫               | 吉田玲子   | 濱名孝行           | 山崎茂             | 岡遼子、小田真弓 舘崎大、清水勝祐 重松しんいち                                                                                        | 吉川知希 森本浩文 中村深雪                                      |
| 第13話 |          | 繼承者啊 來到吾之高塔  | 吉田玲子   | 濱名孝行           | 曾根利幸           | 吉川知希、松原一之 山下菜摘、大河内忍 岡遼子、青野厚司                                                                                | 中村深雪 青野厚司 森本浩文                                      |
| 第14話 |          | 天人的遺產             | 国泽真理子 | 藤原良二           | 吉田俊司           | 重松晋一、吉川知希 森本浩文、馆崎大 冈辽子、清水胜祐 斋藤香织                                                                         | 中村深雪 青野厚司 森本浩文                                      |
| 第二季 |          |                        |            |                    |                    | |                                                                 |
| 第1話  |          | 魔王啊 傳承吾之遺志    | 廣田光毅   | 名村英敏           | 吉田俊司           | 木村友美、永田詩央里 吉田和香子、田中綾子 山村俊了                                                                                    | 木村友美                                                        |
| 第2話  |          | 他眼中的天使與惡魔     | 廣田光毅   | 玉川真人           | 曾根利幸           | 村長由紀、山下菜摘 中熊太一、飯飼一幸 古池ゆかり                                                                                      | 中村深雪                                                        |
| 第3話  |          | 拒絕魔術士的城市       | 吉田玲子   | 石倉賢一           | 村田尚樹           | 山下菜摘、飯飼一幸 武本大介、日下岳史                                                                                                 | 山下菜摘 青野厚司 石井明治                                      |
| 第4話  |          | 修女伊斯特希瓦         | 吉田玲子   | 藤原良二           | 山﨑茂             | 木村友美、田中綾子 古池ゆかり、松原一之 重松しんいち、扇多恵子                                                                        | 石井明治                                                        |
| 第5話  |          | 血淚洗刷吾之聖都       | 山田花名   | 西本由紀夫         | 浜名孝行           | 永田詩央里、池津寿恵 村長由紀、飯飼一幸 古池ゆかり、日下岳史                                                                          | 中村深雪                                                        |
| 第6話  |          | 死亡之聖也             | 鈴木貴昭   | 名村英敏           | 黄廷正             | 山下菜摘、付強 羅睿、王航、閆廣薇 | 石井明治 木村友美                                               |
| 第7話  |          | 這個魔術會殺掉他       | 鈴木貴昭   | 石倉賢一           | 吉田俊司           | 松浦里美、吉田和香子 松原一之、飯飼一幸                                                                                               | 木村友美 中村深雪                                               |
| 第8話  |          | 詩聖之間               | 鈴木貴昭   | 中山岳洋           | 曽根利幸           | 小島絵美、日下岳史 古池ゆかり、村長由紀 重松しんいち、松原一之 田中綾子                                                               | 中村深雪 木村友美 石井明治                                      |
| 第9話  |          | 死之教師們             | 吉田玲子   | 浜名孝行           | 鈴木孝聡           | 山下菜摘、飯飼一幸 古池ゆかり、永田詩央里                                                                                             | 石井明治                                                        |
| 第10話 |          | 能殺死她的唯一存在     | 吉田玲子   | 阿部達也           | 内山まな           | 八島善孝 | 森本浩文 木村友美                                               |
| 第11話 |          | 背誓者啊 反抗吾之神明  | 吉田玲子   | 浜名孝行           | 山崎茂             | 松原一之、村長由紀 古池ゆかり、松浦里美 飯飼一幸、日下岳史 永田詩央里、山下菜摘                                                       | 石井明治 中村深雪 木村友美                                      |
| 第三季 |          |                        |            |                    |                    | |                                                                 |
| 第1話  |          | 樂園啊 沉入吾之夢境    | 古怒田健志 | 浜名孝行           | 浅見松雄           | 菅原美由紀、櫻井拓郎 古池ゆかり、永田詩央里                                                                                           | 菊地洋子 石井明治                                               |
| 第2話  |          | 處刑場的亡靈們         | 古怒田健志 | 浜名孝行           | 山﨑茂             | 高橋成之、森本浩文 松原一之、日下岳史 澤村亨、久保美月 笠野充志                                                                       | 高橋成之 石井明治                                               |
| 第3話  |          | 魔剑啊 指引吾之命运    | 铃木贵昭   | 江副仁美           | 小林美月           | 吉田和香子、古池由香里 田中绫子、村上彩香                                                                                             | 宫川智惠子                                                      |
| 第4話  |          | 纳什沃特的剑姫         | 山田花名   | 藤原良二           | 曾根利幸           | 松浦里美、永田诗央里 藤田正幸、杉本海帆 森本浩文、饭饲一幸                                                                            | 杉本海帆、宫川智惠子                                            |
| 第5話  |          | 虫之纹章之剑           | 竹内利光   | 福岛宏之           | 田中贵大           | 菅原美由纪、吉田翔太 泽村亨、日下岳史 笠野充志、永田诗央里 山下菜摘、樱井拓郎                                                         | 菊地洋子、宫川智惠子                                            |
| 第6話  |          | 恶魔啊 渴求吾之心灵    | 国泽真理子 | 滨名孝行           | 浅见松雄           | 村上彩香、 古池由香里、荒井美穗 吉田和香子、森悦史                                                                                    | 高桥成之 宫川美惠子、石井明治                                   |
| 第7話  |          | 月光啊 照亮吾之奇袭    | 山田花名   | 藤原良二           | 松本佳久、村田尚树 | 樱井木之实、清水博幸 Suwarin Promjutikanon Chotanan Pipobworachai、StudioMarBean                                                      | 宫川智惠子                                                      |
| 第8話  |          | 绿宝石铠甲             | 铃木贵昭   | 大槻敦史           | 安东大瑛           | 菅原美由纪、永田诗央里 手岛勇人、樱井拓郎 古池由香里、饭饲一幸 泽田美香、EN.studio、ONE ORDER                                         | 菊地洋子                                                        |
| 第9話  |          | 来自最近之域的使者     | 竹内利光   | 福岛宏之           | 薮内悠             | 服部益实 | 石井明治                                                        |
| 第10話 |          | 炽红龙的忧郁           | 国泽真理子 | 藤原良二、安藤贵史 | 安藤贵史           | 村上彩香、吉田和香子 山下菜摘、泽村亨、森悦史                                                                                         | 高桥成之 宫川美惠子、森本浩文                                   |
| 第11話 |          | 最强的白魔术士         | 古怒田健志 | 曾根利幸           | 曾根利幸           | 永田诗央里、古池由香里 田中绫子、GIVENSTAR、Revival                                                                                   | 石井明治                                                        |
| 第12話 |          | 翠绿啊 包覆吾之绝望    | 古怒田健志 | 滨名孝行           | 山崎茂             | 菊地洋子、永田诗央里 松浦里美、菅原美由纪 手岛勇人、饭饲一幸 赵小川、王敏 陈玲玲、姜海华、徐超                                        | 菊地洋子                                                        |
| 第四季 |          |                        |            |                    |                    | |                                                                 |
| 第1話  |          | 来访者啊 舞于吾之战场  | 山田花名   | 藤原良二           | 浅见松雄           | 荒井美穗、村上彩香 吉田和香子、古池由香里 泽村亨、中野彰子 赵小川、王敏 陈玲玲、姜海华、徐超                                          | 石井明治、日下岳史                                              |
| 第2話  |          | 查尔德曼·联络网        | 铃木贵昭   | 黑泽守             | 小林美月           | 菅原美由纪、山下菜摘、泽村亨 森悦史、小田真弓、赵小川 王敏、陈玲玲、姜海华、徐超                                                      | 森本浩文 永田诗央里、吉田和香子                                 |
| 第3話  |          | 槍聲啊 響徹吾之庭院    | 國澤真理子 | 藤原良二           | 藪內悠             | 服部益實 | 菊地洋子 石井明治、日下岳史                                     |
| 第4話  |          | 聖服的暗殺者           | 竹内利光   | 滨名孝行           | 村田尚树           | 菅原美由纪、樱井拓郎、田中绫子 饭饲一幸、森悦史、GIVENSTAR EN.studio、ONE ORDER、STUDIO GIMLET SAS、赵小川、王敏 陈玲玲、姜海华、徐超 | 菊地洋子、永田诗央里 吉田和香子、菅原美由纪、森本浩文           |
| 第5話  |          | 阿爾瑪蓋斯特領主       | 古怒田健志 | 藤原良二           | 大久保雅司         | EverGreen、Revival、Big Owl、板繪動畫                                                                                                 | 菊地洋子、石井明治、菅原美由紀                                  |
| 第6話  |          | 虛像啊 遊蕩吾之官邸    | 古怒田健志 | 福岛宏之           | 山崎茂             | 小田真弓、村上彩香、永田诗央里 古池由香里、松浦里美、手岛勇人 泽村亨、无锡市樱花卡通有限公司、STUDIO CAT                              | 森本浩文、吉田和香子、日下岳史                                  |
| 第7話  |          | 王都的魔人與十三使徒   | 山田花名   | 安東大瑛           | 安東大瑛           | 杉本梨渚、菅原美由紀、田中綾子、岡田雅人                                                                                              | 石井明治                                                        |
| 第8話  |          | 艾爾曼卡結界           | 古怒田健志 | 藤原良二           | 萩原悠理           | Suwarin Promjutikanon、Put 南伸一郎、岩永辽太 岛田英明、菊池一真、柏木信弘 STUDIO CL、Big Owl                                         | 菊地洋子、永田詩央里 吉田和香子、日下岳史                       |
| 第9話  |          | 第二世界圖塔           | 國澤真理子 | 大槻敦史           | 藪內悠             | 服部益實、吳曉萊 | 石井明治、菅原美由紀                                            |
| 第10話 |          | 暗夜來訪者的野心       | 古怒田健志 | 福島宏之           | 淺見松雄           | 村長由紀、松浦里美 澤村亨、田中綾子、飯飼一幸                                                                                         | 菊地洋子、石井明治、吉田和香子 永田詩央里、菅原美由紀、日下岳史 |
| 第11話 |          | 門扉啊 敞於吾之聖域    | 古怒田健志 | 濱名孝行           | 村田尚樹           | 石井明治、菅原美由紀 岡田雅人、古池由香里                                                                                             | 菊地洋子、石井明治                                              |
| 第12話 |          | 奇耶薩爾西瑪的終焉     | 古怒田健志 | 濱名孝行           | 山崎茂             | 菅原美由紀、永田詩央里、吉田和香子 澤村亨、日下岳史、森本浩文 杉本梨渚、田中綾子、飯飼一幸、趙小川 王敏、陳玲玲、姜海華、徐超         | 菊地洋子、石井明治、崎本小百合                                  |

#### 播放電視台
日本深夜動畫：下文記載的日本国内播放時間使用日本標準時間（UTC+9）表示。因為部分時間标识會採用30小时制，因此請留意这类超过24:00的时间，其實際播放時間為翌日清晨。
| 播放地區 | 播放電視台 | 播放日期        | 播放時間（UTC+9）         | 所屬聯播網 | 備註                         |
| 第一季   | 第一季     | 第一季          | 第一季                    | 第一季     | 第一季                       |
| -------- | ---------- | --------------- | ------------------------- | ---------- | ---------------------------- |
| 日本全國 | AT-X       | 2020年1月7日－  | 星期二 23時00分－23時30分 | 衛星電視   | 有重播                       |
| 日本全國 | BS富士     | 2020年1月7日－  | 星期二 24時30分－25時00分 | 衛星電視   | 製作參加 「ANIME GUILD」節目 |
| 東京都   | TOKYO MX   | 2020年1月8日－  | 星期三 22時00分－22時30分 | 獨立局     |                              |
| 日本全國 | WOWOW      | 2020年1月8日－  | 星期三 24時00分－24時30分 | 衛星電視   | 製作參加 「Anime Prime」節目 |
| 第二季   |            |                 |                           |            |                              |
| 日本全國 | AT-X       | 2021年1月20日－ | 星期三 21時00分－21時30分 | 衛星電視   | 有重播                       |
| 東京都   | TOKYO MX   | 2021年1月20日－ | 星期三 22時00分－22時30分 | 獨立局     |                              |
| 日本全國 | WOWOW      | 2021年1月20日－ | 星期三 24時00分－24時30分 | 衛星電視   |                              |
| 日本全國 | BS富士     | 2021年1月21日－ | 星期四 24時30分－25時00分 | 衛星電視   |                              |

#### BD / DVD
| 卷數   | 發售日期      | 收錄話數         | 規格編號  | 規格編號  |
| 卷數   | 發售日期      | 收錄話數         | BD        | DVD       |
| 第一季 | 第一季        | 第一季           | 第一季    | 第一季    |
| ------ | ------------- | ---------------- | --------- | --------- |
| 1      | 2020年4月2日  | 第1－7話         | HPXR-593  | HPBR-593  |
| 2      | 2020年5月8日  | 第8－13話 第14話 | HPXR-594  | HPBR-594  |
| 第二季 |               |                  |           |           |
| 1      | 2021年5月21日 | 第1－11話        | HPXR-1201 | HPBR-1201 |
| 第三季 |               |                  |           |           |
| 1      | 2023年4月5日  | 第1－12話        | HPXR-2201 |           |

## 遊戲
- Sorcerous Stabber ORPHEN　魔術士オーフェン
  - 發售日：2000年8月3日
  - 機種：PS2
  - 公司：角川書店／ESP
  - 遊戲類型：3D動作RPG

## 外部連結
- （日語）「魔術士オーフェンはぐれ旅」シリーズ 特設サイト （页面存档备份，存于）
- （日語）OrphenPedia （页面存档备份，存于）(由愛好者建立的百科)
- （日語）魔術士歐菲流浪之旅動畫官網 （页面存档备份，存于）
- （日語）魔術師歐菲的X（前Twitter）
- （日語）魔術士オーフェンはぐれ旅 プレ編 （页面存档备份，存于）